# 特威茲穆爾男爵
特威兹穆尔男爵（Baron Tweedsmuir），又譯特韋茲木爾男爵，是英国贵族头衔，封於1935年。

## 歷代男爵
- 約翰·布臣，第一代特威兹穆尔男爵（1875年－1940年）
- 約翰·布臣，第二代特威兹穆尔男爵（John Norman Stuart Buchan）（1911年－1996年）
- 威廉·布臣，第三代特威兹穆尔男爵（William de l'Aigle Buchan）（1916年－2008年）
- 托比·布臣，第四代特威兹穆尔男爵（John William de l'Aigle Buchan）（1950年－）

1. ↑  . 國家教育研究院雙語詞彙、學術名詞暨辭書資訊網.   [2022-09-17]. （原始内容存档于2022-09-20）.